# ほうおう座ゼータ星
ほうおう座ζ星（ほうおうざゼータせい）は、ほうおう座の恒星で4等星。アルゴル型変光星として知られる。

## 名称
2017年11月17日、国際天文学連合の恒星の命名に関するワーキンググループ (Working Group on Star Names, WGSN) は、ほうおう座ζ星Aaの固有名として、Wurren を正式に定めた。これは、オーストラリアのノーザン・テリトリーに住むオーストラリア先住民のWardaman族が使っていた呼称を採用したものである。